# Sphenodontidae
Sphenodontidae (Cope, 1870) è una famiglia di rettili dell'ordine dei Rincocefali.
La maggior parte dei membri di questa famiglia sono estinti, ma esiste un membro vivente, lo Sphenodon punctatus della Nuova Zelanda. La famiglia include generi abbastanza eterogenei tra di loro, che vanno dai terrestri carnivori e insettivori (Sphenodon) agli acquatici erbivori (Ankylosphenodon) e durofagi (Oenosaurus).